# Аннет Фергюсон
Аннет Майрі Нельсон Фергюсон FRSE (англ. Annette Mairi Nelson Ferguson; нар.?) — шотландська астрономка-спостерігачка, яка спеціалізується на еволюції галактик. Професор в Інституті астрономії, Единбург.

## Кар'єра
Її дослідження фокусуються на проведенні спостережень зірок і міжзоряного газу в сусідніх галактиках, щоб отримати уявлення про формування та еволюцію систем у Чумацькому Шляху. Більша частина її останніх робіт була зосереджена на галактиці Андромеди — гігантській спіральній галактиці в нашому галактичному районі. Її дослідження використовують наземні телескопи на Канарських островах, Чилі та Гавайях, а також складні інструменти на космічному телескопі Хаббл.
Родом з Шотландії, Фергюсон закінчила бакалаврат з фізики та астрономії в Університеті Торонто і здобула ступінь астрофізики в Університеті Джона Хопкінса в Балтіморі. Раніше закінчила докторантуру в Інституті астрономії, Кембриджі, астрономічному інституті Каптейн у Гронінгені, Нідерланди, і була докторантом Марі Кюрі в Інституті Макс-Планка для астофізиків в Гарчіні, Німеччина.

## Відзнаки
Фергюсон отримала Премію імені Енні Джамп Кеннон в галузі астрономії у 2003 році й була обрана членом Единбурзького Королівського Товариства, Національної академії наук Шотландії в березні 2016 року. У 2017 році отримала премію Фрідріха Вільгельма Бесселя від Фонду Олександра фон Гумбольдта.